# Mocis proverai
Mocis proverai là một loài bướm đêm thuộc họ Noctuoidea. Nó được tìm thấy ở Châu Phi và bán đảo Arabian.
Trong xuất bản gần đây  Mocis frugalis, tìm thấy ở Á châu và Úc được nâng lên thành loài riêng biệt.
Chiều dài cánh trước là 18–21 mm.
Ấu trùng ăn nhiều loại cỏ like sugarcane và oat.